# Митровачко лето
'Митровачко лето' је културно догађање великог значаја у Сремској Митровици. Фестивал „Митровачко лето“ организује и остварује центар за културу СИРМИУМАРТ.
"Митровачко лето“ подразумева низ програма различитих садржаја који подржавају све врсте уметности. У току јула и августа Центар за културу СИРМИУМАРТ одржава музичке, ликовне, драмске и поетске програме, као и програме посебно намењене младима како би обогатили и испунили време онима који лето проводе у граду. 